# شینجو نائویوری
شینجو نائویوری (به ژاپنی: 新庄 直頼 Shinjo Naoyori); ۱ ژانویهٔ ۱۵۳۸ – ۸ فوریهٔ ۱۶۱۳) سامورایی در دوره سنگوکو و اوایل دوره ادو اهل ژاپن بود. وی یکی از ملازم خاندان آزای در ولایت اومی بود. قبل از سقوط قلعه اودانی مدتی به خدمت اودا نوبوناگا درآمد.